# التجنس (علم الأحياء)

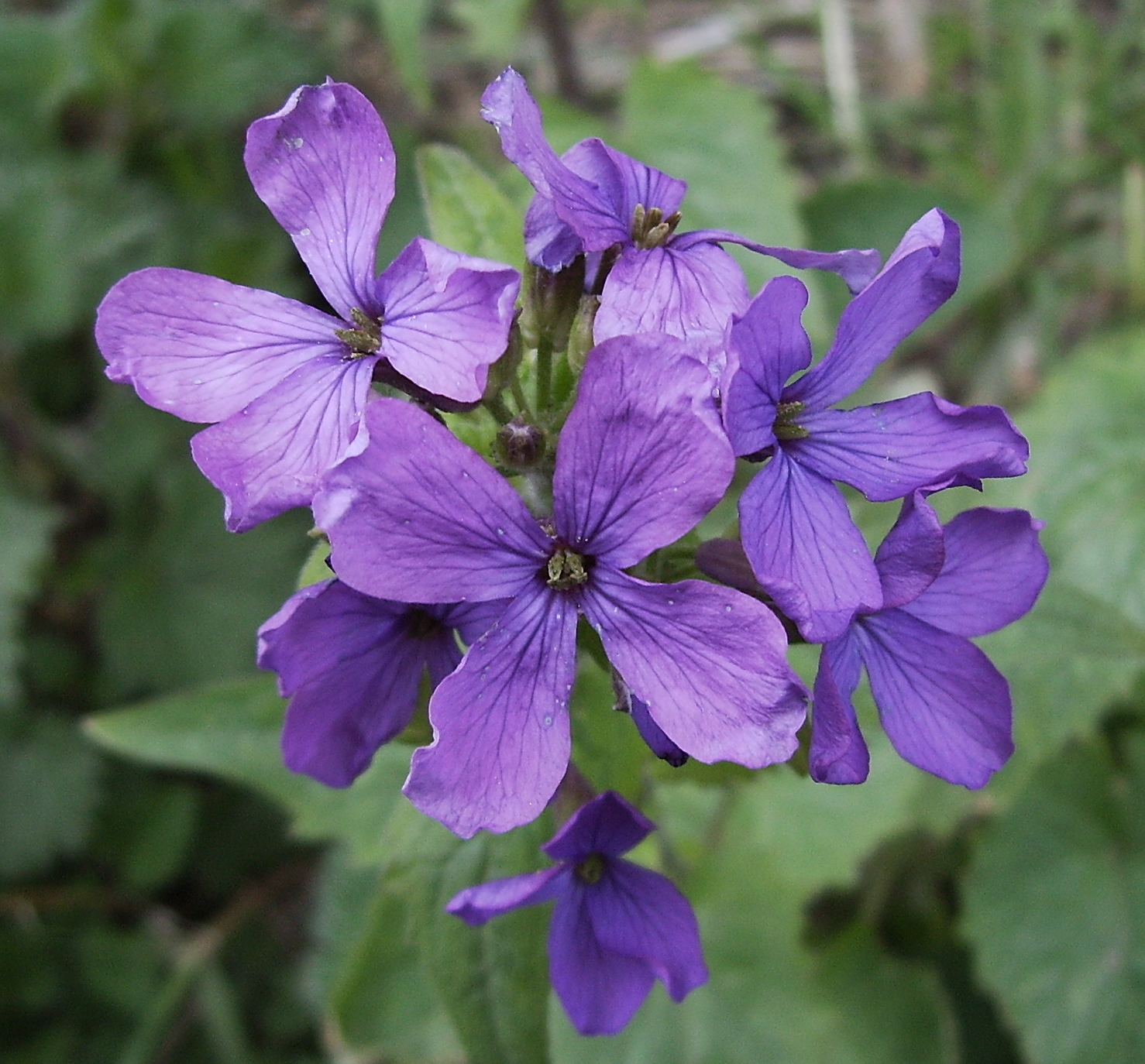

التجنس (علم الأحياء) أو التجنيس أو الاستيطان في علم الأحياء (بالإنجليزية: Naturalisation biology) هو أي عملية ينتشر من خلالها أي كائن حي أو نوع غير محلي من الكائنات الحية المستوطنة في البرية ويكون تكاثرها كافياً للحفاظ على تواجدها. ويقال لها كائنات متجنسة أو مستوطنة.
بعض الكائنات المستوطنة لا تعيل أنفسها على التكاثر، ولكنهم موجودون بسبب استمرار التدفق من أماكن أخرى. ويقال إن مثل هؤلاء المستوطنون غير المستدامون، أو الأفراد الموجودون فيها، (مغامرون). تعتبر النباتات المزروعة مصدرًا رئيسيًا للمجموعات المغامرة.قد تصبح الكائنات المتجنسة أنواعًا مجتاحة أو غازية إذا أصبحت وفيرة بما يكفي لتحدث تأثيرًا ضارًا على النباتات والحيوانات المحلية.